# Abumi-kuchi
Abumi-kuchi  es una extraña criatura peluda ilustrada por Toriyama Sekien en Hyakki Tsurezure Bukuro. Parece ser un Tsukumogami de un estribo.
El poema que lo acompaña sugiere que alguna vez perteneció a un hombre quien había caído en batalla, o sea, a un soldado.
"Una flecha se tira profundamente en la rótula, y cruza el estribo como baja a la tierra, dificultad cae en sus manos, y canta igual, no la recuerdo de un sueño" 

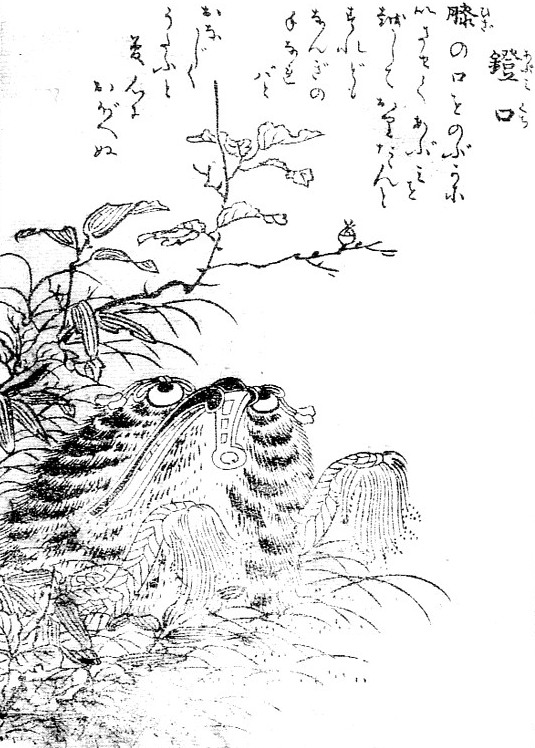
Abumi-kuchi.